# Damgård Mølle
De Damgård Mølle is een windmolen aan de Foldingbrovej 6, 6230 Rødekro, Denemarken. De molen is gebouwd in 1867 als achtkante stellingmolen op een stenen onderbouw. Het achtkant en de kap zijn gedekt met dakleer. In 1978 werd een belangenorganisatie opgericht voor het in stand houden van de molen en in 1980 kocht de gemeente Rødekro de molen, die na de restauratie werd overgedragen aan de in 1988 opgerichte "Vereniging voor het behoud van Damgård Mølle" ( ”Damgaard Mølles Venner”). Tegenwoordig worden gebouwen en machines onderhouden door een 40-tal vrijwilligers.
In de molen staat sinds 1923 een 15 pk dieselmotor en sinds de jaren 1950 ook een elektromotor.
De molen heeft een 20 meter lang gevlucht, dat bestaat uit houten borstroeden met oplangers en een gietijzeren bovenas. De bovenschijfloop is conisch.
De molen verwerkt boekweit tot boekweitmeel. Hiervoor moet de molen op een constante snelheid malen. Om dit te bereiken is er een regulateur in de molen aanwezig, die via snaren met de verschillende werktuigen is verbonden.
Voordat gemalen kan worden, wordt de boekweit schoon geblazen met de wanmolen en gedopt met de dopsteen. Daarvoor wordt de boekweit eerst op een in de molen aanwezige eest gedroogd. Na het doppen worden de grutten vermalen tot boekweitmeel. Ook is er een buil in de molen aanwezig voor het zeven van het meel.

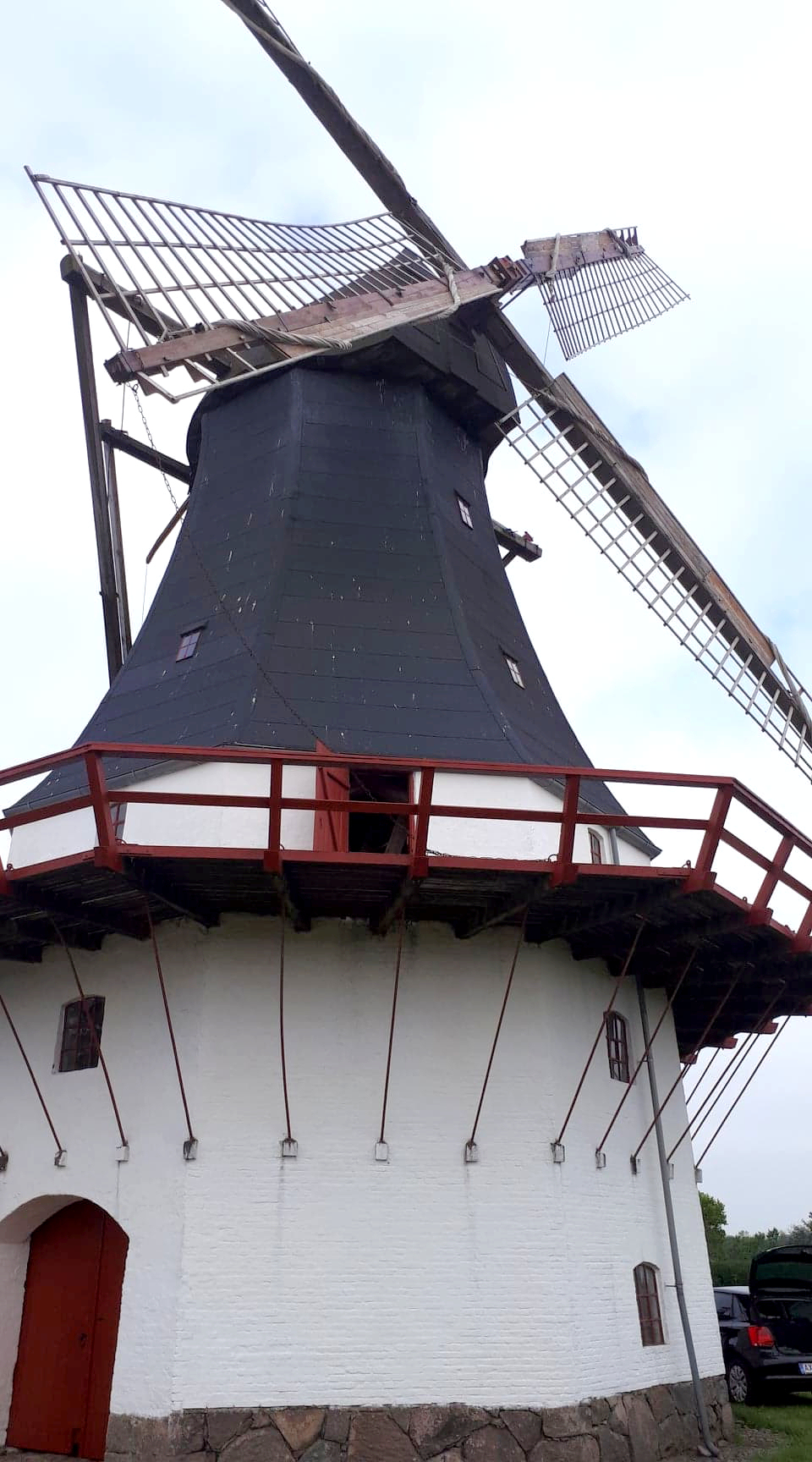
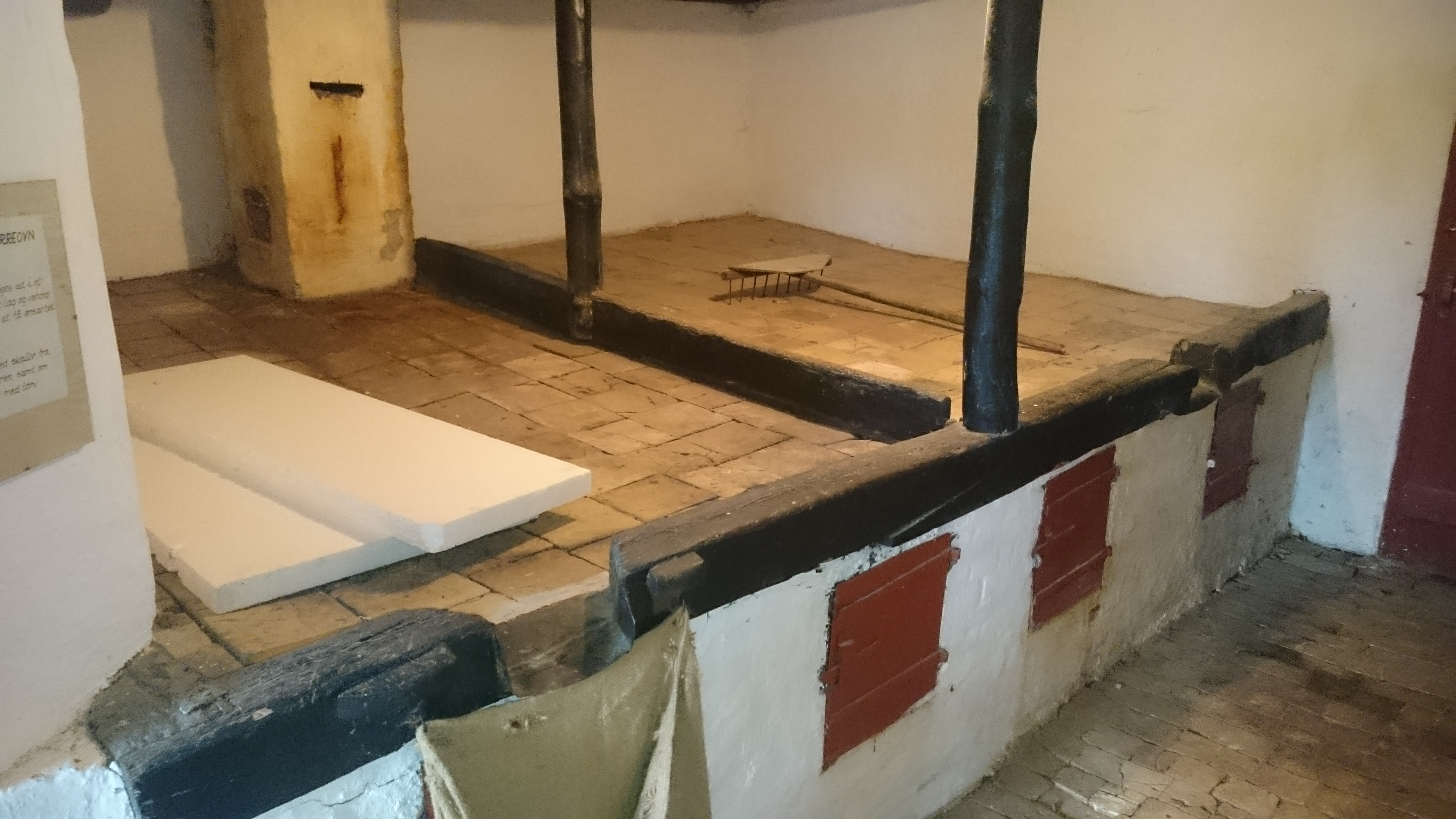
Eest
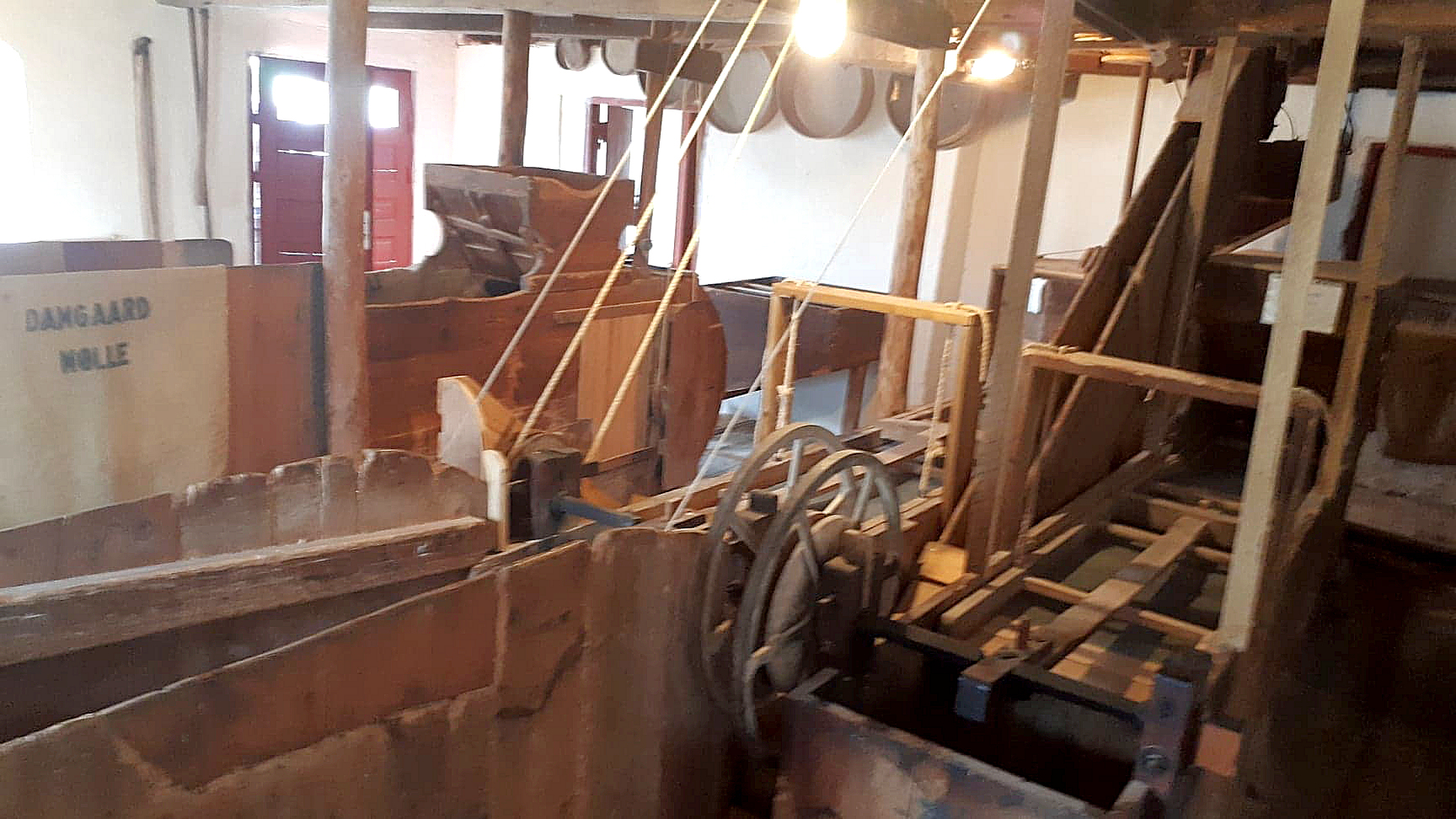
Zeverij en wanmolen
- Zeverij en wanmolen
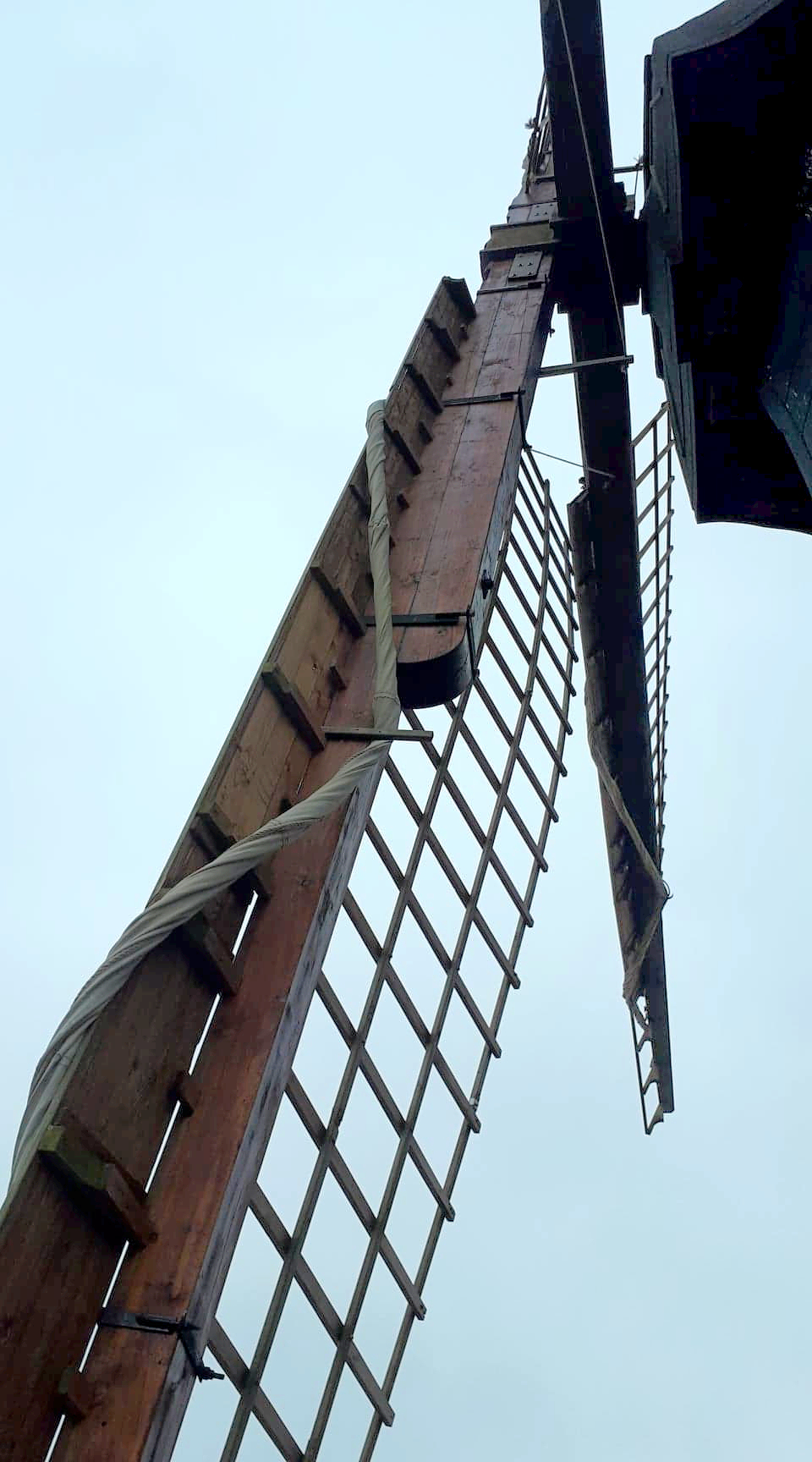
Gevlucht
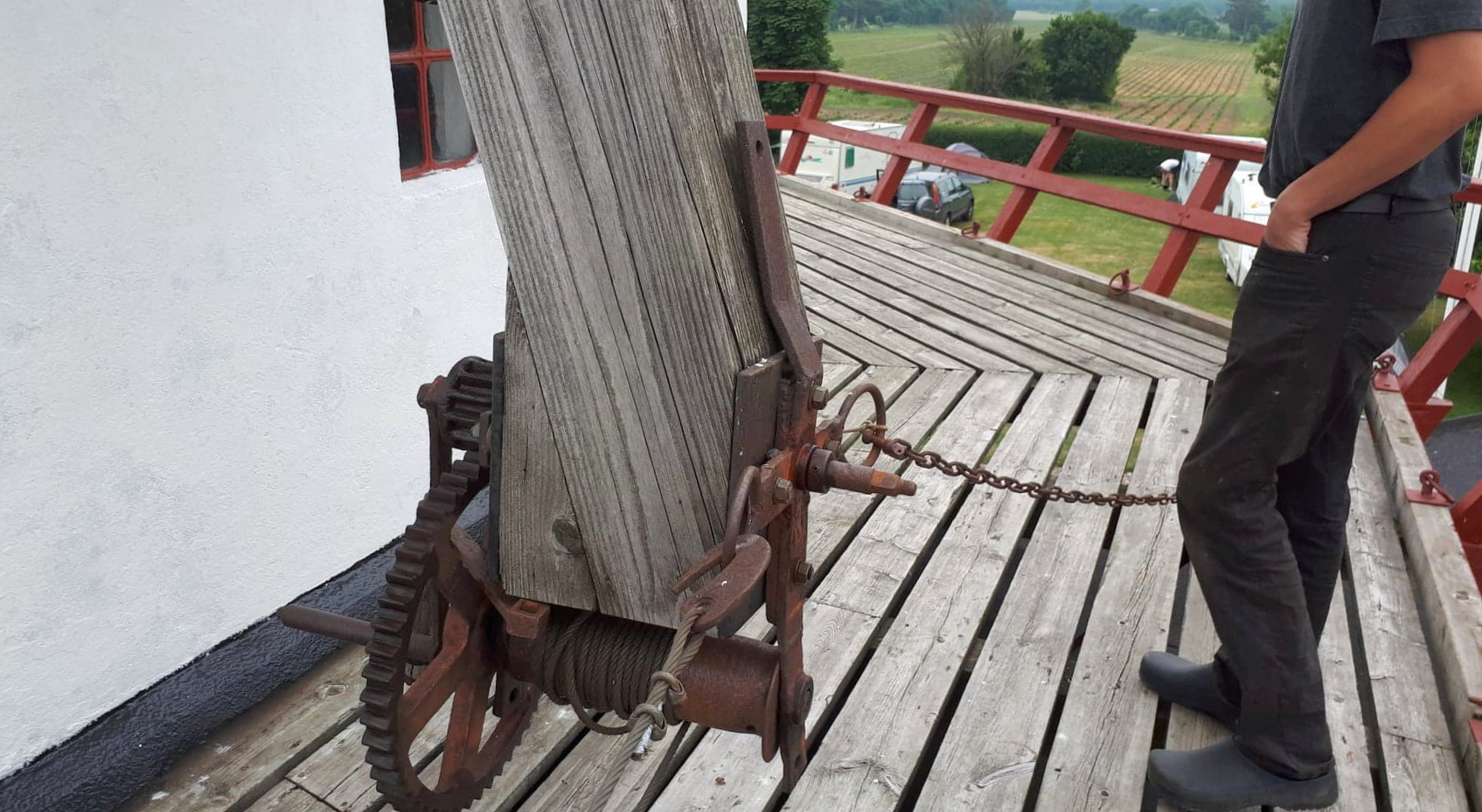
Kruilier
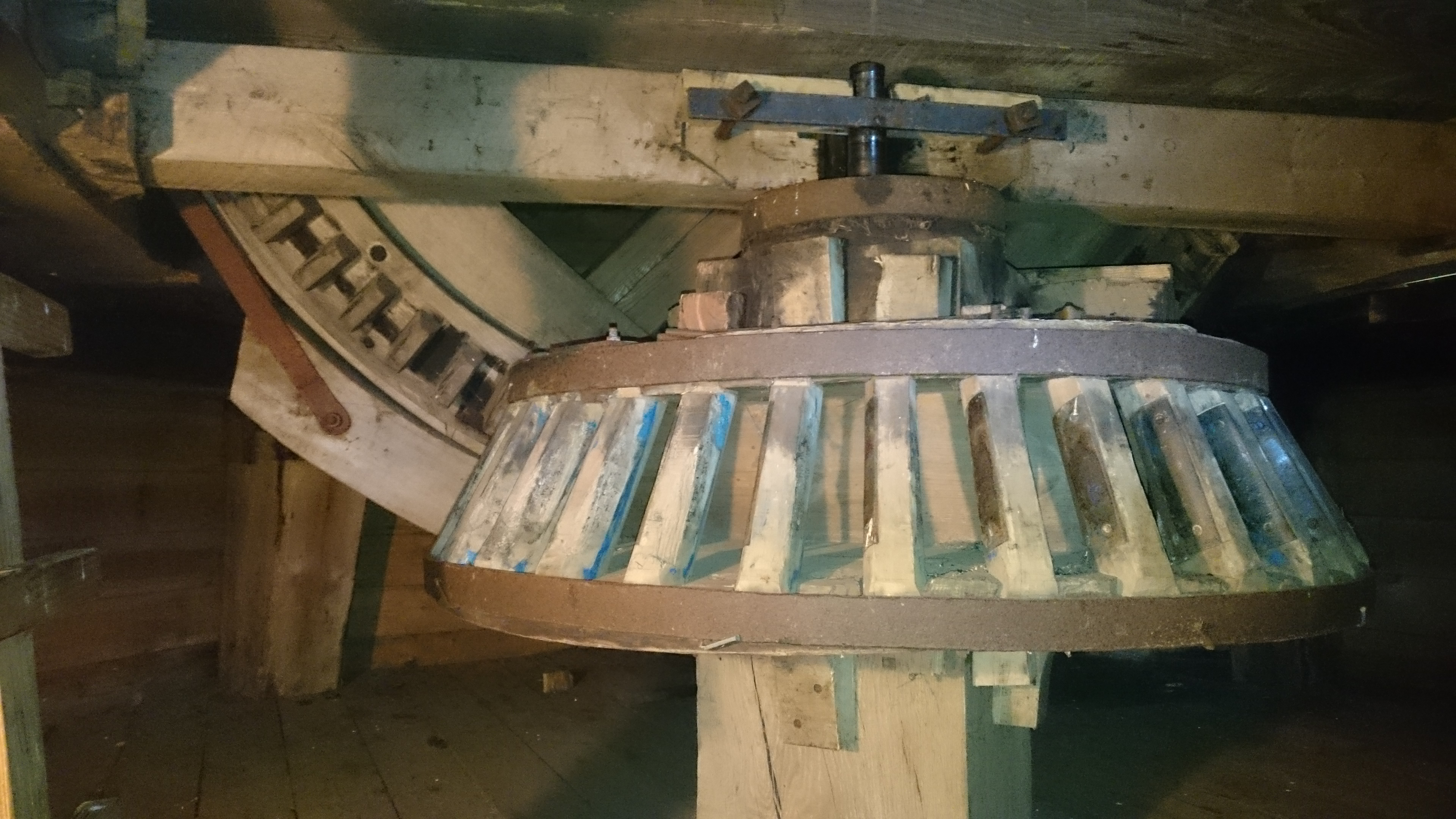
Bovenschijfloop
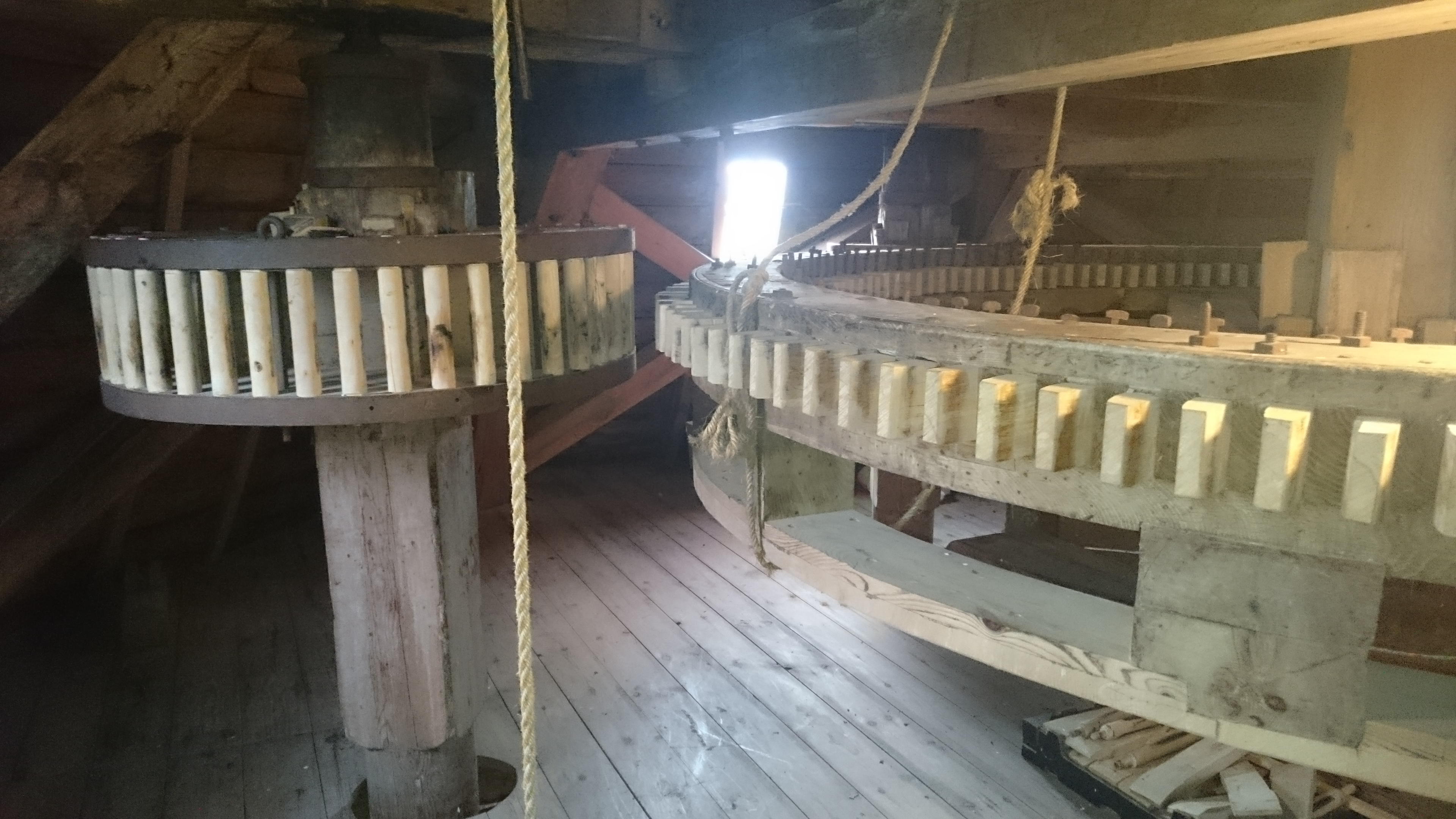
Spoorwiel met steenrondsel
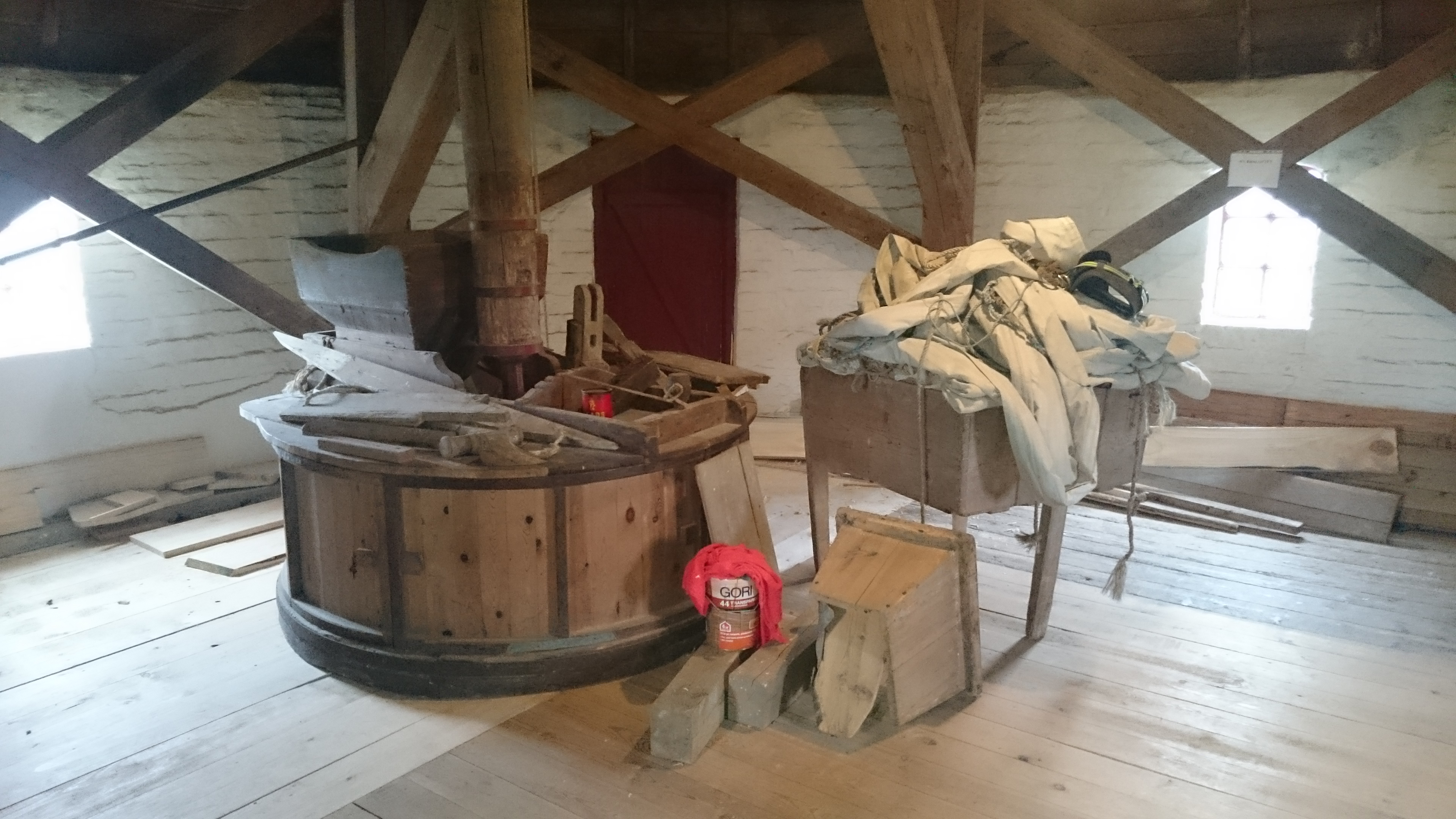
Maalkoppel